# Iouri Chvytkine
Iouri Nikolaïevitch Chvytkine (russe : Юрий Николаевич Швыткин), né le 24 mai 1965 à Krasnoïarsk (RSFS de Russie, URSS), est un militaire et homme politique russe.

## Biographie
Iouri Nikolaïevitch Chvytkine naît le 24 mai 1965 à Krasnoïarsk. Il fait ses études à l'académie de management du ministère de l'Intérieur, avant d'entrer à l'École de haut commandement militaire de Novossibirsk.
Il est élu membre de la septième législature de la Douma d'État en 2016, puis réélu pour la législature suivante.

## Sanctions internationales
Il est placé sous sanctions internationales, notamment par la France, l'Australie et le Royaume-Uni dans le cadre de l'invasion de l'Ukraine par la Russie, en raison de son vote en faveur de l'annexion des territoires occupés par la Russie en Ukraine.